# Varga Zoltán (filmtörténész, 1984)
Varga Zoltán (Kecskemét, 1984–) magyar filmtörténész, az Eötvös Loránd Tudományegyetem oktatója.

## Élete
Az Eötvös Loránd Tudományegyetem Bölcsészettudományi Karán folytatott filmelmélet és filmtörténet, és magyar szakos tanulmányokat, melyek végén, 2008-ban diplomát szerzett. 2012-ben ugyanezen egyetem Film-, Média- és Kultúraelméleti Doktori Programjának keretében doktori (PhD) fokozatot szerzett.
2006-tól tanít az ELTE Filmtudomány Tanszékén. 2007-től emellett a Szegedi Tudományegyetem filmelméleti képzésének meghívott előadója is.
Fő kutatási területe a huszadik századi populáris filmkultúra és az animációs film elmélete és története. 2004-től publikál különféle filmtörténeti folyóiratokban és tanulmánykötetekben. 2005-től 2010-ig a Metropolis filmelméleti és filmtörténeti folyóirat szerkesztőségi tagja.
Saját és társszerzős könyvei mellett munkatársa volt a nagy adatanyagot átfogó, 770 oldalas Magyar filmek 1896–2021 filmtörténeti lexikon szerzőinek is.

## Művei

### Folyóiratcikkek
- a Metropolis folyóiratban:

### Könyvek
- (társszerző: Vajdovich Györgyi) A vámpírfilm alakváltozatai, Áron Kiadó, 2009, ISBN 9789639210660[4]
- (társszerző: Hoppál Mihály) Jankovics Marcell, MMA Kiadó Nonprofit Kft., 2019, ISBN 9786155869648[5]
- (társszerzők: Gelencsér Gábor, Murai András, Pápai Zsolt) Magyar filmek 1896–2021, MMA Kiadó Nonprofit Kft., 2019, ISBN 9786156192837[6]
- A magyar animációs film: intézmény- és formatörténeti közelítések, Pompjei Kiadó, 2016, ISBN 9789638900043[7] (Apertúra könyvek-sorozat)
- A kecskeméti animációs film, MMA Kiadó Nonprofit Kft., 2019, ISBN 9786155869440[8]
- Macska–egér játékok. Ternovszky Béla animációs filmjei, MMA Kiadó Nonprofit Kft., 2022, ISBN 9786156434289[9]
- Magyar animációs rendezőportrék. Hét alkotó munkássága az 1970-es évektől napjainkig, MMA Kiadó Nonprofit Kft., 2023, ISBN 9786156668097[10]

## Videófelvételek
- https://www.youtube.com/watch?v=FhysspMUp9U